# Клейн, Феликс
Феликс Христиан Клейн (или Кляйн) (нем. Felix Christian Klein; 1849—1925) — немецкий математик и педагог. Автор Эрлангенской программы. Внёс значительный вклад в общую алгебру (особенно в теорию групп и теорию непрерывных групп), теорию эллиптических и автоморфных функций.
Иностранный член Лондонского королевского общества (1885), член-корреспондент Парижской академии наук (1897), Берлинской академии наук (1913), иностранный член-корреспондент Петербургской академии наук (1895). Первый председатель Международной комиссии по математическому образованию (Рим, 1908 год).

## Биография
Феликс Клейн родился 25 апреля 1849 года в Дюссельдорфе. Родился в прусской семье; его отец, Каспар Клейн (1809—1889), был секретарем прусского чиновника в Рейнской провинции, мать Клейна была Софи Элиз Клейн (1819—1890, урождённая Кайсер).
Окончил гимназию в Дюссельдорфе, потом учился математике и физике в Боннском университете. Вначале планировал стать физиком. В это время Юлиус Плюккер заведовал отделением математики и экспериментальной физики в Бонне, и Клейн стал его ассистентом. Однако главным интересом Плюккера была геометрия. Под его руководством Клейн стал доктором в 1868 году.
В 1868 году Плюккер умер. Клейн совершает поездку по Германии, знакомится с Клебшем и другими крупными математиками. Особенное влияние на него оказал Софус Ли.
1870 год: в самое неудачное время (назревает франко-прусская война) вместе с Ли приезжает в Париж, где знакомится с Дарбу и Жорданом. После начала войны возвращается в Германию, где чуть не становится жертвой спутника войны — эпидемии тифа.
С 1872 года Клейн —  профессор Эрлангенского университета, по рекомендации Клебша. Публикует знаменитую «Эрлангенскую программу» и вскоре приобретает общеевропейскую известность.
С 1875 года — профессор Высшей технической школы в Мюнхене. Женился на Анне Гегель, внучке знаменитого философа Гегеля.
В 1876 году, совместно с Адольфом Мейером, становится главным редактором журнала «Mathematische Annalen». В 1880 году переходит в Лейпцигский университет.
1882—1884: серьёзная болезнь по причине переутомления. Клейн переориентирует свою гигантскую энергию на педагогическую и общественную работу.
С 1888 года — профессор Гёттингенского университета. Ведёт яркие, глубокие и содержательные факультативные курсы по самым разнообразным предметам, от теории чисел до технической механики. Слушатели его курсов приезжали со всех концов мира.
В 1893 году в Чикаго Клейн был членом оргкомитета и одним из основных докладчиков на Международном математическом конгрессе, проходившем в рамках Всемирной Колумбовой выставки.
Отчасти благодаря усилиям Клейна в 1893 году Гёттингенский университет начал принимать женщин. Он был научным руководителем первой работы Ph.D. по математике, написанной женщиной в Гёттингенском университете; это была Грейс Чисхолм Янг, английская ученица Артура Кэли, которой восхищался Клейн. В 1897 году Клейн стал иностранным членом Королевской нидерландской Академии искусств и наук.
В начале XX века Клейн принял активное участие в реформе школьного образования, он был автором и инициатором ряда исследований состояния дел с преподаванием математики в разных странах.
Клейн способствовал созданию при Гёттингенском университете системы научно-исследовательских институтов для прикладных исследований в самых разных технических областях. Участвовал в издании полного собрания сочинений Гаусса и первой в мире Математической энциклопедии. Представлял Гёттингенский университет в парламенте. С началом Первой мировой войны Клейн не участвовал в многочисленных тогда шовинистических акциях.
Клейн был одним из девяноста трех человек, подписавших Манифест девяноста трех, документ, составленный в поддержку немецкого вторжения в Бельгию на ранних этапах Первой мировой войны.
В 1924 году научная общественность и пресса широко отметила 75-летие Клейна. В следующем году те же газеты опубликовали его некролог. Феликс Клейн умер в Гёттингене в 1925 году, похоронен на Гёттингенском городском кладбище.
В 1933 году, когда власть в Германии захватили нацисты,  профессор Дармштадского политехнического института Хуго Динглер (Hugo Albert Emil Hermann Dingler, 1881—1954), совместно с Филиппом Ленардом (пропагандистом «арийской физики») направил руководству обширный донос, обвинявший покойного Клейна в целенаправленном потворстве евреям в области математики и физики. Авторы доноса высказывали также подозрение, что и сам Клейн, «по крайней мере, со стороны одного из родителей», имеет еврейские корни. Тщательное расследование прусского министерства внутренних дел не обнаружила «неарийских» предков Клейна, донос остался без последствий, и портрет Клейна в главной аудитории Математического института гёттингенского университета остался на своём месте — даже несмотря на то, что автором портрета был еврей Макс Либерман (1847—1935), почётный президент Академии художеств.

## Научная деятельность
К середине XIX века геометрия разделилась на множество плохо согласованных разделов: евклидова, сферическая, гиперболическая, проективная, аффинная, риманова, многомерная, комплексная и т. д.; на рубеже веков к ним добавились ещё псевдоевклидова геометрия и топология.
Клейну принадлежит идея алгебраической классификации различных отраслей геометрии в соответствии с теми классами преобразований, которые для этой геометрии несущественны. Более точно выражаясь, один раздел геометрии отличается от другого тем, что им соответствуют разные группы преобразований пространства, а объектами изучения выступают инварианты таких преобразований.
Например, классическая евклидова геометрия изучает свойства фигур и тел, сохраняющиеся при движениях без деформации; ей соответствует группа, содержащая вращения, переносы и их сочетания. Проективная геометрия может изучать конические сечения, но не имеет дела с кругами или углами, потому что круги и углы не сохраняются при проективных преобразованиях. Топология исследует инварианты произвольных непрерывных преобразований (кстати, Клейн отметил это ещё до того, как родилась топология). Изучая алгебраические свойства групп преобразований, мы можем открыть новые глубокие свойства соответствующей геометрии, а также проще доказать старые. Пример: медиана есть аффинный инвариант; если в равностороннем треугольнике медианы пересекаются в одной точке, то и в любом другом это будет верно, потому что любой треугольник можно аффинным преобразованием перевести в равносторонний и обратно.
Клейн высказал все эти идеи в выступлении 1872 года «Сравнительное рассмотрение новых геометрических исследований» (Vergleichende Betrachtungen über neuere geometrische Forschungen)
, получившем название «Эрлангенской программы». Оно привлекло внимание математиков всей Европы тем, что не только давало новое представление о предмете геометрии, но и намечало ясную перспективу дальнейших исследований. На новом уровне повторилось открытие Декарта: алгебраизация геометрии позволила получить результаты, для старых методов крайне затруднительные или вовсе недостижимые. Влияние «Эрлангенской программы» на дальнейшее развитие геометрии было исключительно велико.
В последующие 3 года Клейн опубликовал более 20 работ по неевклидовой геометрии, теории групп Ли, теории многогранников и эллиптическим функциям. Одним из важнейших его достижений стало первое доказательство непротиворечивости геометрии Лобачевского;
для этого он исследовал её интерпретацию в евклидовом пространстве, построенную до него Бельтрами (см. Проективная модель).
Он дал в 1882 году пример односторонней поверхности — «бутылку Клейна».
Клейн напечатал ряд работ о решении уравнений 5-й, 6-й и 7-й степеней, об интегрировании дифференциальных уравнений, об абелевых функциях, о неэвклидовой геометрии. Его труды печатались главным образом в «Mathematische Annalen», редактором которых был он с 1875 года (вместе с Адольфом Майером). Позже он исследовал автоморфные функции, теорию волчка.
Лекции Клейна пользовались большой популярностью, многие из них были неоднократно переизданы и переведены на множество языков. Он также опубликовал несколько монографий по анализу, сводящих воедино достигнутые на тот момент результаты.
Ещё при жизни Клейна вышел трёхтомник его собрания сочинений.

## Увековечение памяти
Европейское математическое общество и Технологический университет Кайзерслаутерна учредили в 2000 году приз имени Феликса Клейна (Felix Klein Prize). Приз присуждается молодым математикам Европы в ходе Европейского математического конгресса (каждые 4 года) за практически полезные работы в области прикладной математики.
Международная комиссия по математическому образованию (International Commission on Mathematical Instruction, ICMI) учредила медаль Феликса Клейна.
Именем Феликса Клейна названы:
- Математический центр в Германии (Felix-Klein-Zentrum für Mathematik)[23].
- «Энциклопедия Клейна» — первая в мире математическая энциклопедия, подготовленная Клейном.
- Ряд научных терминов:
  - Бутылка Клейна
  - Графы Клейна[англ.]
  - Квартика Клейна[англ.]
  - Клейнова группа
  - Кольцо Клейна[англ.]
  - Конфигурация Клейна
  - Метрика Кэли — Клейна[англ.]
  - Многогранник Клейна[англ.]
  - Модель Бельтрами — Клейна
  - Четверная группа Клейна

## Труды

### Статьи
- Felix Klein, Gesammelte mathematische Abhandlungen Архивная копия от 16 июня 2020 на Wayback Machine, 3 Bde.
- Felix Klein, Vergleichende Betrachtungen über geometrische Forschungen, Erlanger Programm 1872.

### Лекции по общим вопросам
- Ф. Клейн. Лекции о развитии математики в XIX столетии. — М.–Л: ГОНТИ, 1937. — 432 с. — 7000 экз. (Нем.: Vorlesungen über die Entwicklung der Mathematik im 19. Jahrhundert (недоступная ссылка))

- Том первый Архивная копия от 14 марта 2007 на Wayback Machine. М.-Л., ГОНТИ, 1937, 432 с.
- Том второй. М.-Ижевск, 2003, 239 с.

- Ф. Клейн., Элементарная математика с точки зрения высшей. (Нем.: Elementarmathematik vom höheren Standpunkt, 3 Bde. (недоступная ссылка))

- Том первый. Арифметика. Алгебра. Анализ. Архивная копия от 16 октября 2015 на Wayback Machine М., Наука, 1987, 432 с.
- Том второй. Геометрия. Архивная копия от 16 октября 2015 на Wayback Machine, М., Наука, 1987, 416 с.
- Том третий. Графики функций. Плоские кривые. На русский язык не переводилась.

### Лекции по геометрии
- Ф. Клейн. Высшая геометрия Архивная копия от 5 февраля 2007 на Wayback Machine. М.-Л., ГОНТИ, 1939, 400 с (нем.: Vorlesungen über höhere Geometrie (недоступная ссылка), mit Wolfgang Blaschke)
- Ф. Клейн. Неевклидова геометрия Архивная копия от 4 марта 2016 на Wayback Machine. М.-Л., ОНТИ, 1936, 356 с (нем.: Vorlesungen über Nichteuklidische Geometrie (недоступная ссылка), mit Walther Rosemann)
- Felix Klein, Anwendung der Differential- und Integralrechnung auf Geometrie: eine Revision der Principien Архивная копия от 23 декабря 2005 на Wayback Machine. Vorlesung, gehalten waehrend des Sommersemesters 1901

### Лекции по алгебре и теории чисел
- Ф. Клейн. Памяти Софуса Ли. Казань, 1899.
- Ф. Клейн. Лекции об икосаэдре и решении уравнений пятой степени. М., 1989, 336 с (Нем.: Vorlesungen über das Ikosaeder Архивная копия от 11 марта 2007 на Wayback Machine)
- Felix Klein, Ausgewaehlte Kapitel der Zahlentheorie Архивная копия от 23 декабря 2005 на Wayback Machine

### Лекции по теории функций
- Felix Klein, Лекции по геометрической теории функций. Геттинген, зимний семестр 1880/81

- Конспект: Einleitung in die geometrische Funktionentheorie Архивная копия от 23 декабря 2005 на Wayback Machine.
- Издание: Felix Klein, Funktionentheorie in geometrischer Behandlungsweise. Leipzig: Teubner, 1987

- Felix Klein, Über Riemanns Theorie der algebraischen Funktionen Архивная копия от 11 марта 2007 на Wayback Machine
- Felix Klein, Theorie der elliptischen Modulfunktionen Архивная копия от 11 марта 2007 на Wayback Machine, mit Robert Fricke.
- Felix Klein, Ausgewaehlte Kapitel aus der Theorie der linearen Differentialgleichungen zweiter Ordnung. Bd. 1 Архивная копия от 23 декабря 2005 на Wayback Machine, Bd. 2 Архивная копия от 23 декабря 2005 на Wayback Machine
- Felix Klein, Ueber lineare differentialgleichungen der zweiten ordnung Архивная копия от 16 августа 2004 на Wayback Machine.
- Felix Klein Vorlesungen über die hypergeometrische Funktion (недоступная ссылка)

### Лекции по механике
- Ф. Клейн. Математическая теория волчка. М.-Ижевск, 2003, 69 с.
- Felix Klein, Arnold Sommerfeld. Ueber die Theorie des Kreisels. 1897—1910. Heft 1-2, Heft 3-4.